# Wages of Sin
Wages of Sin to czwarty studyjny album szwedzkiego zespołu muzycznego Arch Enemy. Jest to pierwszy album, na którym zaśpiewała Angela Gossow.

## Lista utworów
Opracowano na podstawie materiału źródłowego.
| Nr  | Tytuł utworu              | Słowa                            | Muzyka                                             | Długość |
| --- | ------------------------- | -------------------------------- | -------------------------------------------------- | ------- |
| 1.  | „Enemy Within”            | Angela Gossow                    | Christopher Amott, Michael Amott                   | 4:21    |
| 2.  | „Burning Angel”           | Michael Amott                    | Christopher Amott, Michael Amott                   | 4:17    |
| 3.  | „Heart of Darkness”       | Michael Amott                    | Christopher Amott, Michael Amott                   | 4:52    |
| 4.  | „Ravenous”                | Michael Amott, Angela Gossow     | Christopher Amott, Michael Amott                   | 4:06    |
| 5.  | „Savage Messiah”          | Michael Amott                    | Christopher Amott, Michael Amott, Sharlee D’Angelo | 5:18    |
| 6.  | „Dead Bury Their Dead”    | Michael Amott                    | Michael Amott                                      | 3:55    |
| 7.  | „Web of Lies”             | Michael Amott                    | Christopher Amott, Michael Amott                   | 3:56    |
| 8.  | „The First Deadly Sin”    | Michael Amott, Angela Gossow     | Christopher Amott, Michael Amott                   | 4:20    |
| 9.  | „Behind the Smile”        | Michael Amott                    | Christopher Amott, Michael Amott                   | 3:38    |
| 10. | „Snow Bound”              | utwór instrumentalny             | Christopher Amott, Michael Amott                   | 1:34    |
| 11. | „Shadows and Dust”        | Michael Amott, Daniel Erlandsson | Christopher Amott, Michael Amott                   | 4:27    |
| 12. | „Lament of a Mortal Soul” | Angela Gossow                    | Christopher Amott, Michael Amott                   | 4:04    |
|     |                           |                                  |                                                    | 48:48   |

| Bonus CD 2 - Rare and Unreleased | Bonus CD 2 - Rare and Unreleased   | Bonus CD 2 - Rare and Unreleased        | Bonus CD 2 - Rare and Unreleased        | Bonus CD 2 - Rare and Unreleased |
| Nr                               | Tytuł utworu                       | Słowa                                   | Muzyka                                  | Długość                          |
| -------------------------------- | ---------------------------------- | --------------------------------------- | --------------------------------------- | -------------------------------- |
| 1.                               | „Starbreaker” (cover Judas Priest) | Rob Halford, Glenn Tipton, K.K. Downing | Rob Halford, Glenn Tipton, K.K. Downing | 3:27                             |
| 2.                               | „Aces High” (cover Iron Maiden)    | Steve Harris                            | Steve Harris                            | 4:26                             |
| 3.                               | „Scream of Anger” (cover Europe)   | Joey Tempest                            | Marcel Jacob, Joey Tempest              | 3:50                             |
| 4.                               | „Diva Satanica”                    | Michael Amott                           | Christopher Amott, Michael Amott        | 3:46                             |
| 5.                               | „Fields of Desolation '99”         | Johan Liiva                             | Christopher Amott, Michael Amott        | 5:33                             |
| 6.                               | „Damnation's Way”                  | Michael Amott, Johan Liiva              | Michael Amott, Johan Liiva              | 3:49                             |
| 7.                               | „Hydra”                            | utwór instrumentalny                    | Christopher Amott, Fredrik Nordström    | 0:57                             |
| 8.                               | „The Immortal” (teledysk)          |                                         |                                         | 3:57                             |
|                                  |                                    |                                         |                                         | 29:45                            |

## Twórcy
Opracowano na podstawie materiału źródłowego.
| Zespół Arch Enemy w składzie - Michael Amott - gitara rytmiczna, gitara prowadząca, oprawa graficzna, produkcja muzyczna - Sharlee D’Angelo - gitara basowa - Johan Liiva - wokal prowadzący (CD 2) - Angela Gossow - wokal prowadzący - Christopher Amott - gitara rytmiczna, gitara prowadząca - Daniel Erlandsson - perkusja, instrumenty perkusyjne | Dodatkowi muzycy - Per Wiberg - instrumenty klawiszowe Inni - Andy Sneap - mastering, miksowanie - Cabin Fever Media - oprawa graficzna - Branko - zdjęcia - Fredrik Nordström - inżynieria dźwięku, produkcja muzyczna - Adde - zdjęcia |

## Pozycje na listach
| Lista  | Kraj    | Pozycja |
| ------ | ------- | ------- |
| Oricon | Japonia | 25      |